# Blejești
Blejești – wieś w Rumunii, w okręgu Teleorman, w gminie Blejești. W 2011 roku liczyła 2445 mieszkańców.